# Trawunianie

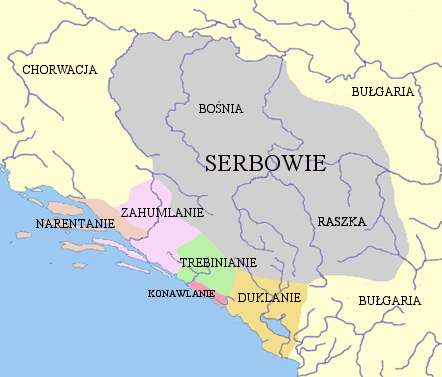
plemiona serbskie w VII-IX wieku

Trawunianie, również Trebinianie – plemię serbskie od I połowy VII wieku zamieszkujące w górnej Dalmacji na terenach leżących na północ i zachód od Dubrownika.
Pochodzenie Trebinian jest sporne. Mogli być jednym z plemion sklawińskich, które w latach 609–615 opuściły swe siedziby naddunajskie, jak i plemieniem serbskim, które po 626 roku przywędrowało wraz z innymi Serbami z pogranicza polsko-czeskiego. Niewątpliwie już na Bałkanach doszło do wymieszania obydwu fal osadnictwa słowiańskiego i uformowania się plemienia odwołującego się do serbskich tradycji. Głównym grodem Trebinian było położone na północny wschód od Dubrownika Trebinje.
Trebinianie graniczyli od południowego wschodu z Duklanami, od północnego zachodu z Zahumlanami, a od południa z plemieniem Konawlan oraz z bizantyńskim Dubrownikiem. W VII wieku weszli w skład wielkiego związku plemiennego utworzonego przez najpotężniejszego ze swych sąsiadów – żyjących na północy za Górami Dynarskimi Serbów zagorskich. W skład związku weszli oprócz Trebinian osiadli w Primorju: Zahumlanie, Konawlanie i Narentanie, możliwe, że również Duklanie. W miarę krzepnięcia sytuacji najeźdźców słowiańskich na Bałkanach związek stopniowo przekształcił się w ciągu VIII wieku w szereg niezależnych państw plemiennych. 
Państwo Trebinian zwane Trawunią lub Trebinią, nad którym panowała dynastia Beliciów, dosyć szybko – bo około połowy IX wieku – popadło w zależność od Serbii, wcześniej uzależniwszy od siebie państwo Duklan. Zmienność przewag i wzajemnych sojuszy miała być udziałem Trebinii do połowy XII wieku, kiedy została przyłączona wraz z większą częścią Primorja do rosnącego w potęgę państwa Serbów zagorskich zwanego najpierw Raszką, a potem Serbią.